# Пакс календар
Пакс календар је креација James A. Colligan-а из 1930, замишљена као реформа грегоријанског календара.
Ово је календар са преступном седмицом, што значи да одржава седмични циклус, за разлику од неких других предлога (нпр. међународни фиксни календар или свјетски календар). Већина година има тачно 52 седмице тј. 364 дана а преступне 53 седмице и 371 дан. 
Година је подељена у 13 месеци од по 28 дана, чија су имена иста као и у грегоријанском календару, изузев што се између Новембра и Децембра налази Columbus. Први дан седмице, као и сваког месеца и године је недеља.
У годинама са додатном седмицом, иза Колумбуса постоји једнонедељни месец Pax ("Мир“, по коме је и календар назван).
| Бр.   | Име                      | Дана |
| ----- | ------------------------ | ---- |
| 1     | Јануар                   | 28   |
| 2     | Фебруар                  | 28   |
| 3     | Март                     | 28   |
| 4     | Април                    | 28   |
| 5     | Мај                      | 28   |
| 6     | Јун                      | 28   |
| 7     | Јул                      | 28   |
| 8     | Аугуст                   | 28   |
| 9     | Септембар                | 28   |
| 10    | Октобар                  | 28   |
| 11    | Новембар                 | 28   |
| 12    | Колумбус                 | 28   |
| 13    | Пакс (Преступна седмица) | 7    |
| 13/14 | Децембар                 | 28   |

Како би се добила иста средња дужина године као код грегоријанског календара, преступна је 71 година од 400. То се постиже додавањем преступне недеље Пакс свакој години чије две последње цифре чине број дељив са 6, или су 99. Пакс имају и године које се завршавају са 00, осим ако број године није дељив са 400. 
Предлог је поменут у књизи "Marking Time: The Epic Quest to Invent the Perfect Calendar" (by Duncan Steel, John Wiley & Sons, Inc., (2000). стр. 288):
"Заправо, ова идеја са преступном недељом није нова и такви календари су повремено предлагани... Још један календар са преступном седмицом је предложен 1930, овога пута од стране једног језуите, Џејмса Колигана, али опет га је питање Ускрса потопило унутар Католичке цркве"

### Дан Нове године
Последица уметања читаве преступне седмице, а не само једног дана, је разлика у првом дану године у односу на грегоријански и предлоге календара са преступним даном. 
Следеће таблице показују грегоријанске датуме неких новогодишњих дана Пакс календара. Децембарски датуми су у претходној грегоријанској години, "leap" = преступна година.
```
Jan 4         1931  
Jan 3         1932  1937  1943
Jan 2         leap  1938  1944 1949 1955 

Jan 1   1928  1933  1939  leap 1950 1956 1961 1967

Dec 31  leap  1934  1940  1945 1951 leap 1962 1968 1973 1979
Dec 30  1929  1935  leap  1946 1952 1957 1963 leap 1974 1980 1985
Dec 29  1930  1936  1941  1947 1953 1958 1964 1969 1975 leap 1986
Dec 28        leap  1942  1948 leap 1959 leap 1970 1976 1981 1987
Dec 27                    leap 1954 1960 1965 1971 leap 1982 1988
Dec 26                              leap 1966 1972 1977 1983 leap

Dec 25                                        leap 1978 1984 1989

Dec 24                                                  leap 1990
```

```
Jan 2            2000

Jan 1            leap

Dec 31           2001 2007
Dec 30 1991      2002 2008 2013 2019
Dec 29 1992 1997 2003 leap 2014 2020 2025 2031
Dec 28 leap 1998 2004 2009 2015 leap 2026 2032 2037 2043
Dec 27 1993 1999 leap 2010 2016 2021 2027 leap 2038 2044 2049 
Dec 26 1994      2005 2011 leap 2022 2028 2033 2039 leap 2050 

Dec 25 1995      2006 2012 2017 2023 leap 2034 2040 2045 2051
 
Dec 24 1996           leap 2018 2024 2029 2035 leap 2046 2052 
Dec 23 leap                     leap 2030 2036 2041 2047 leap 
Dec 22                                    leap 2042 2048 2053 
Dec 21                                              leap 2054 
```

Следећа таблица показује шта се дешава на типичном прелазу векова и пун распон (18. децембар - 6. јануар) од 19 дана у којима Нова година Пакс календара варира у односу на грегоријански календар.
```
Jan 6                                            2301 2307
Jan 5                                            2302 2308
Jan 4                                            2303 leap
Jan 3                                            2304 2309
Jan 2                  2101 2107                 leap 2310

Jan 1                  2102 2108                 2305 2311

Dec 31                 2103 leap            2300 2306 2312
Dec 30                 2104 2109                      leap
Dec 29                 leap 2110
Dec 28                 2105 2111   2291
Dec 27           2100  2106 2112   2292 2297
Dec 26                      leap   leap 2298

Dec 25                             2293 2299

Dec 24 2091                        2294
Dec 23 2092 2097                   2295
Dec 22 leap 2098                   2296
Dec 21 2093 2099                   leap
Dec 20 2094                        
Dec 19 2095

Dec 18 2096 

       leap
```